# Самотейкин, Евгений Матвеевич
Евге́ний Матве́евич Самоте́йкин (18 октября 1928 — 20 июля 2014) — советский дипломат. Чрезвычайный и полномочный посол.

## Биография
Окончил МГИМО МИД СССР (1952). На дипломатической работе с 1952 года.
- В 1952—1954 годах — сотрудник миссии СССР в Финляндии.
- В 1954—1958 годах — сотрудник центрального аппарата МИД СССР.
- В 1958—1962 годах — сотрудник миссии СССР в Норвегии.
- В 1962 году — сотрудник центрального аппарата МИД СССР.
- В 1962—1964 годах — слушатель ВДШ МИД СССР.
- В 1964 году — сотрудник центрального аппарата МИД СССР.
- В 1964—1983 — референт первого, затем генерального секретаря ЦК КПСС Л. И. Брежнева.
- С 24 апреля 1983 по 28 августа 1990 года — чрезвычайный и полномочный посол СССР в Австралии[1].
- С 18 ноября 1983 по 28 августа 1990 года — чрезвычайный и полномочный посол СССР на Фиджи по совместительству.
- С 13 мая 1986 по 17 января 1990 года — чрезвычайный и полномочный посол СССР в Папуа-Новой Гвинее по совместительству[2].
- С 3 сентября 1986 по 28 августа 1990 года — чрезвычайный и полномочный посол СССР в Вануату по совместительству.
- С 4 августа 1988 по 28 августа 1990 года — чрезвычайный и полномочный посол СССР в Науру по совместительству.

## Награды
- Орден «Знак Почёта» (1966);
- Орден Трудового Красного Знамени (1971, 1978);
- медаль «За доблестный труд. В ознаменование 100-летия со дня рождения В. И. Ленина» (1970);
- медаль «30 лет Победы в Великой Отечественной войне» (1975);
- почётная грамота Президиума Верховного Совета РСФСР (1988).